# Paizay-Naudouin-Embourie
Paizay-Naudouin-Embourie – miejscowość i gmina we Francji, w regionie Nowa Akwitania, w departamencie Charente.
Według danych na rok 1990 gminę zamieszkiwały 493 osoby, a gęstość zaludnienia wynosiła 19 osób/km² (wśród 1467 gmin regionu Poitou-Charentes, Paizay-Naudouin-Embourie plasuje się na 560. miejscu pod względem liczby ludności, natomiast pod względem powierzchni na miejscu 235.).